# Perkoz dwuczuby
Perkoz dwuczuby (Podiceps cristatus) – gatunek średniej wielkości wędrownego ptaka wodnego z rodziny perkozów (Podicipedidae). Zamieszkuje głównie Eurazję, plamowo także Afrykę, Australię i Nową Zelandię. Nie jest zagrożony.

## Występowanie
Występuje w większej części Europy (nie gnieździ się tylko na skrajnej północy) i dalej na wschód przez Azję Środkową po północno-wschodnie Chiny; izolowane populacje znajdują się w północno-zachodniej, południowej i wschodniej Afryce, w południowej Azji, Australii i na Nowej Zelandii. Europejskie ptaki zimują głównie w Europie Zachodniej i basenie Morza Śródziemnego.

### Występowanie w Polsce
W Polsce nieliczny ptak lęgowy, lokalnie średnio liczny; najliczniejszy z krajowych perkozów. Jest równomiernie rozpowszechniony w całej Polsce, z wyjątkiem gór. Podczas wędrówek i zimą lokalnie liczny.
Często spotykany na Pojezierzach, w Wielkopolsce oraz na Śląsku. Rzadko występuje w Małopolsce. W innych miejscach Polski tworzy punktowo większe populacje.
Zimuje głównie na Zalewie Szczecińskim, Zatoce Puckiej, jeziorze Miedwie, a także na przybrzeżnych wodach Bałtyku. W głębi kraju znacznie rzadszy, największe skupiska zimujących ptaków odnotowano na jeziorach Powidzkim i Mikorzyńskim w Wielkopolsce oraz na zbiorniku Dzierżno Duże w woj. śląskim.

## Podgatunki
Wyróżnia się 3 podgatunki:
- perkoz dwuczuby (P. c. cristatus) – Palearktyka na południe od równoleżnika 66° N, lokalnie do północnych Indii. Zimuje w rejonach przybrzeżnych, przeważnie na południe od swego letniego zasięgu występowania.
- perkoz maskowy (P. c. infuscatus) – rozrzucone populacje we wschodniej i południowej Afryce.
- perkoz południowy (P. c. australis) – południowo-zachodnia i południowo-wschodnia Australia, Tasmania oraz Wyspa Południowa (Nowa Zelandia).

## Charakterystyka

### Wygląd zewnętrzny

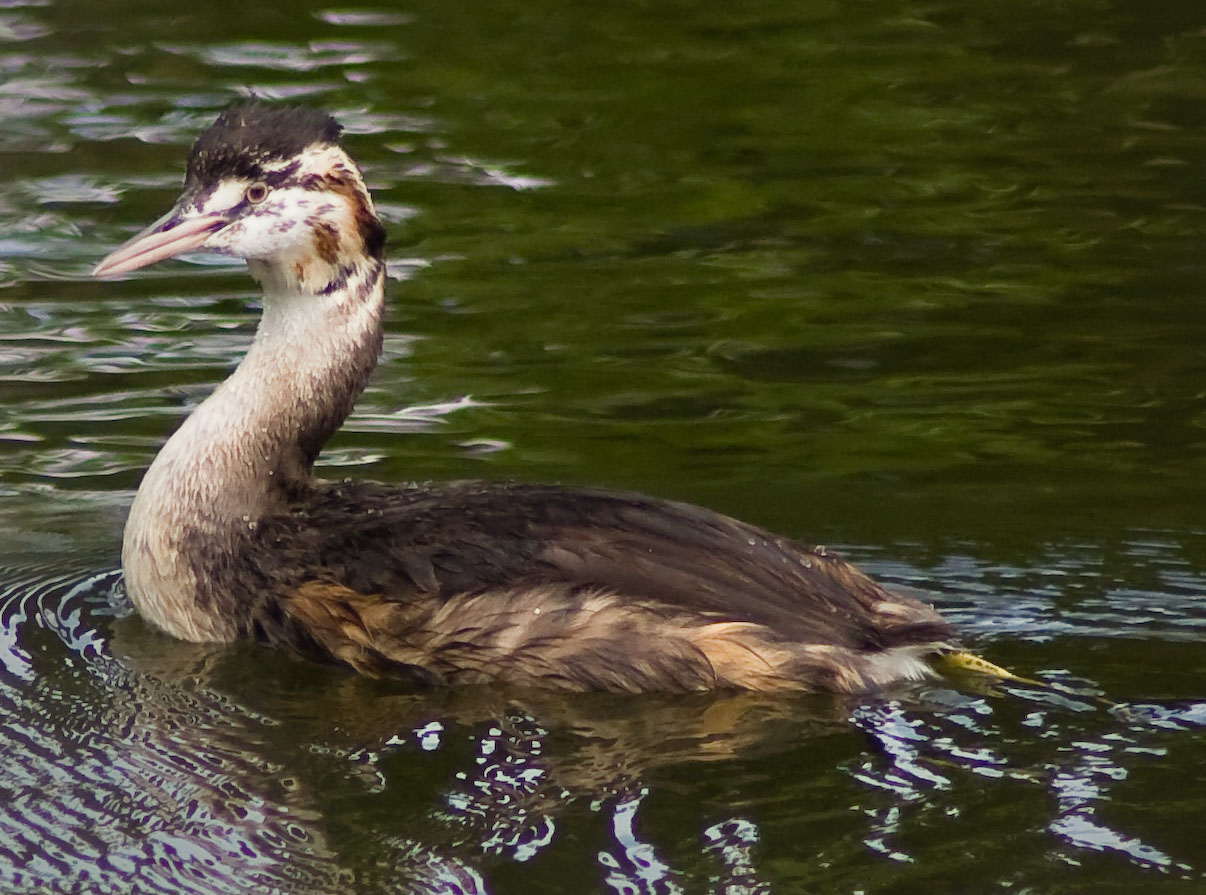
Perkoz dwuczuby w pierwszej szacie zimowej (na głowie widoczne pozostałości ciemnych podłużnych pasów z upierzenia juwenalnego)

Największy polski perkoz, wielkością dorównuje kaczce krzyżówce. Brak dymorfizmu płciowego w upierzeniu. W szacie godowej długa biała szyja, na głowie dwa ciemnobrązowe czuby (stąd nazwa) i rdzawo-czarne bokobrody. U ptaków w drugim kalendarzowym roku życia czuby mogą być zredukowane. Wierzch ciała ciemnobrązowy, boki brązowo-rdzawe. Biała pierś. W szacie spoczynkowej brak bokobrodów, czuby ledwo zaznaczone. W locie na górnej stronie skrzydeł pokazują białą plamę. Ogon zredukowany, sterówki są krótkie i giętkie. Pisklęta z podłużnymi czarnymi paskami na głowie i szyi, których pozostałości mogą być widoczne jeszcze jesienią, w pierwszej szacie spoczynkowej.

### Rozmiary

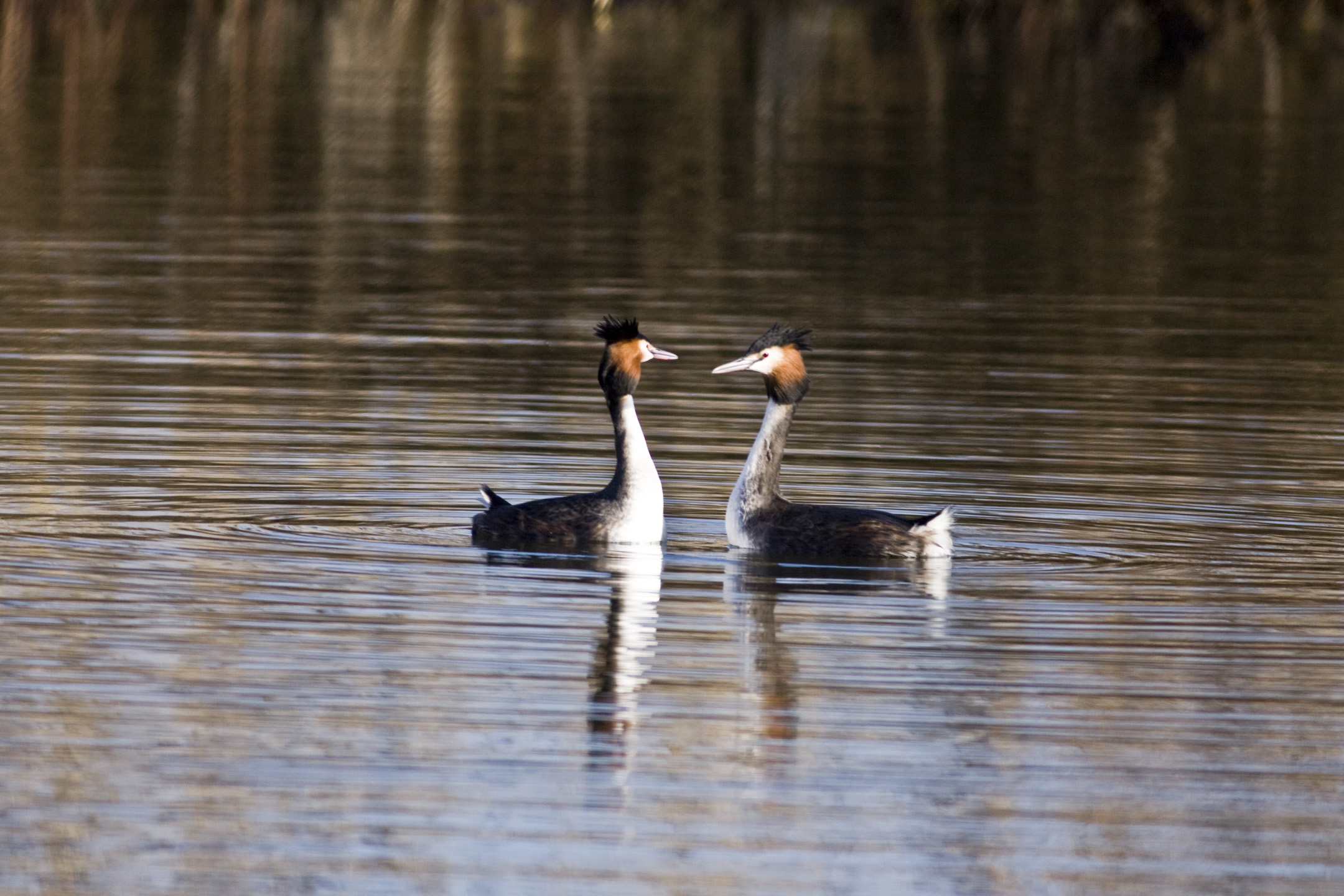
Początek tańca godowego pary perkozów dwuczubych

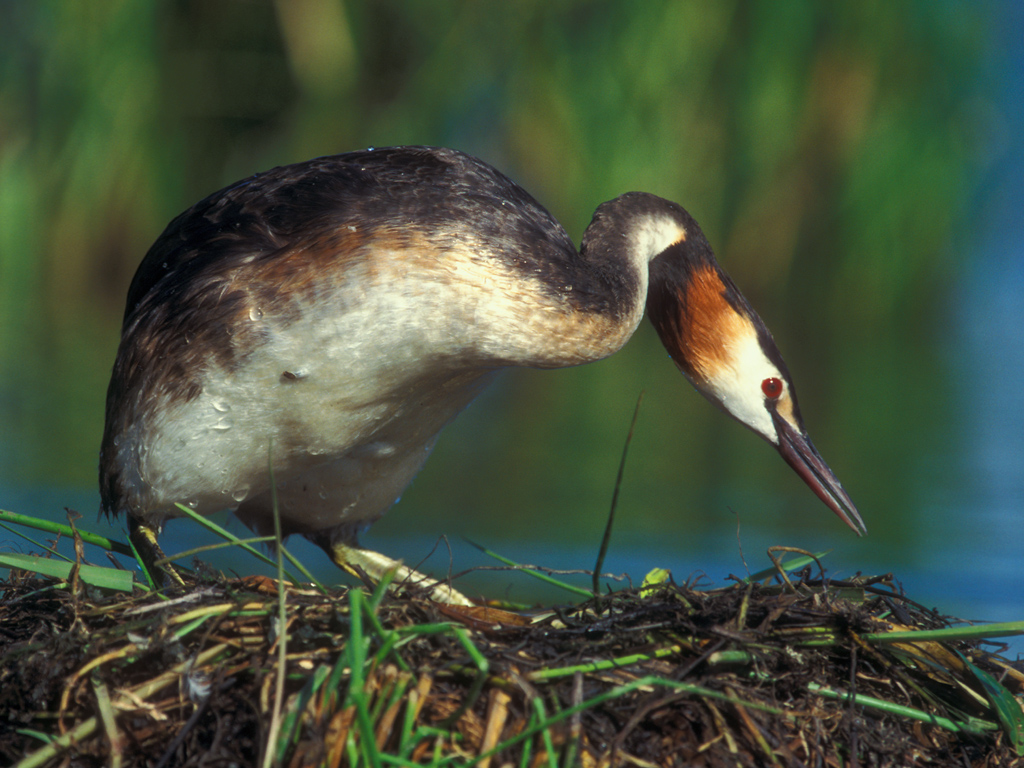
Perkoz dwuczuby na gnieździe

Długość ciała46–61 cm
Rozpiętość skrzydełok. 80 cm
Masa ciała0,6–1,49 kg

### Głos
Swoją obecność manifestuje przez cały rok trąbieniem „errrrr...” lub w czasie godów „kek, kek”.

## Tryb życia
Gatunek aktywny w dzień, jednak podczas kojarzenia się par także nocą, podczas pełni księżyca. Poluje na ryby, może w tym celu zanurzyć się na głębokość nawet 30 metrów. Latem tworzy duże koncentracje na czas pierzenia – staje się wtedy niezdolny do lotu. Rzadko zrywa się do lotu: częściej nurkuje. Gatunek częściowo wędrowny, choć przeloty mają miejsce nocą. Europejskie ptaki zimują w Europie Zachodniej i basenie Morza Śródziemnego. Coraz liczniej zimują także w Polsce. Przeloty: marzec–kwiecień i sierpień–grudzień.

## Biotop
Jeziora i stawy, rzadziej wolno płynące rzeki, z pasem przybrzeżnych trzcin. Unika jednak zbiorników całkowicie zarośniętych, a częściej od innych perkozów widywany na otwartej wodzie. Populacje środkowoazjatyckie gniazdują na słonawych i słonych jeziorach. W czasie wędrówek spotykany na wybrzeżach morskich.

## Lęgi
Wyprowadza jeden lęg w roku, znacznie rzadziej dwa.

### Toki
Pary przeprowadzają spektakularny taniec godowy. Zaczyna on się ukłonami obojga partnerów, po czym zbliżają się oni do siebie z płasko wyciągniętą szyją, potrząsają głowami, stroszą czuby i kryzy. Taniec kończy się figurą, w której ptaki przyciskają się do siebie piersiami, stojąc pionowo na wodzie. Trzymają przy tym niekiedy pęk wodorostów zebranych z dna.

### Gniazdo
Zazwyczaj na wodzie w strefie rzadkich trzcin lub innych roślin wodnych wystających ponad powierzchnię. Gniazdo stanowi pływająca, zwykle jednak zakotwiczona sterta butwiejących roślin wodnych i błotnych. Buduje je para rodziców w pewnej odległości od gniazd sąsiednich osobników. Zazwyczaj gniazduje pojedynczo, ale odnotowywano kolonie liczące 100 par.

### Jaja

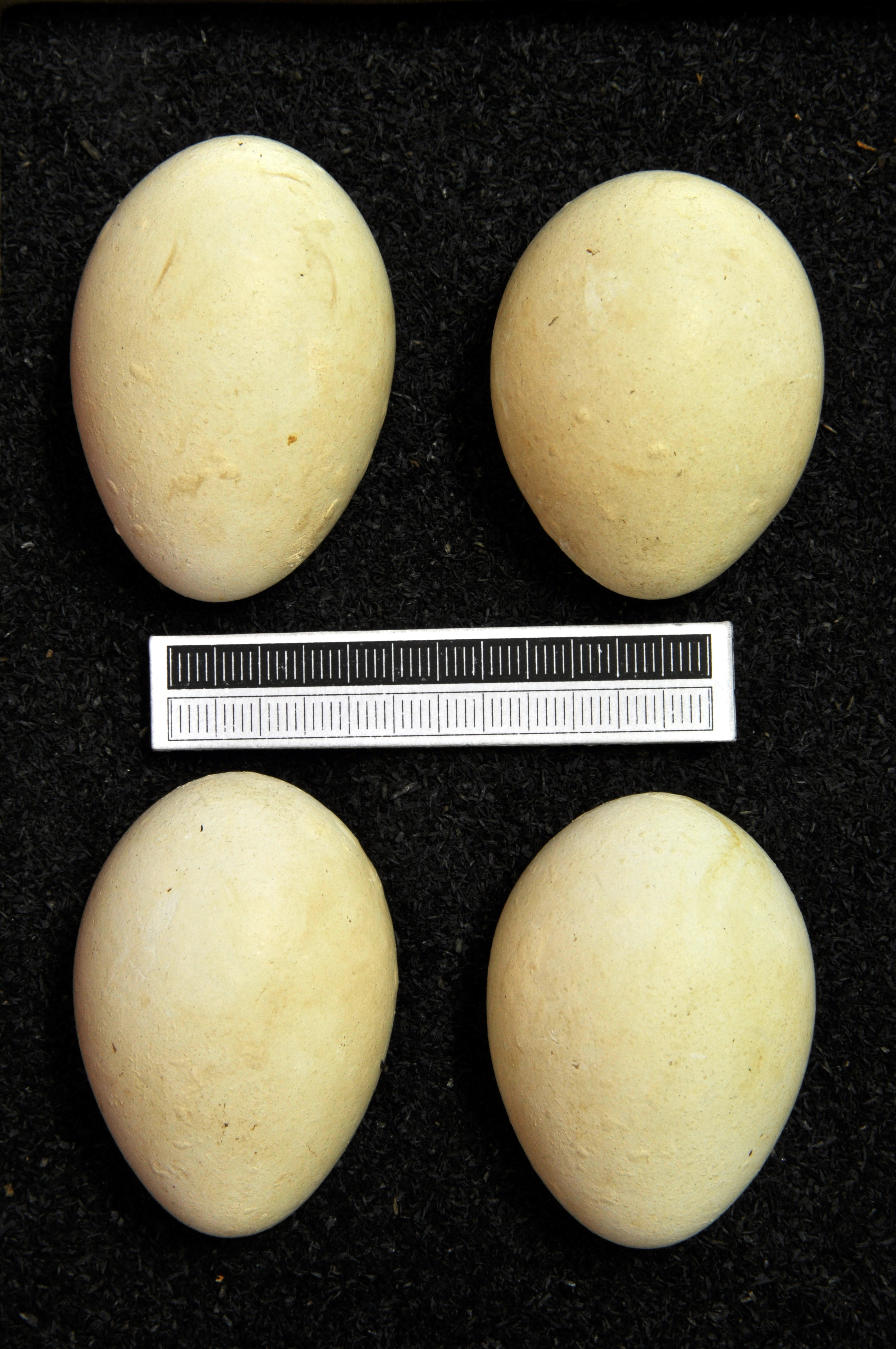
Jaja

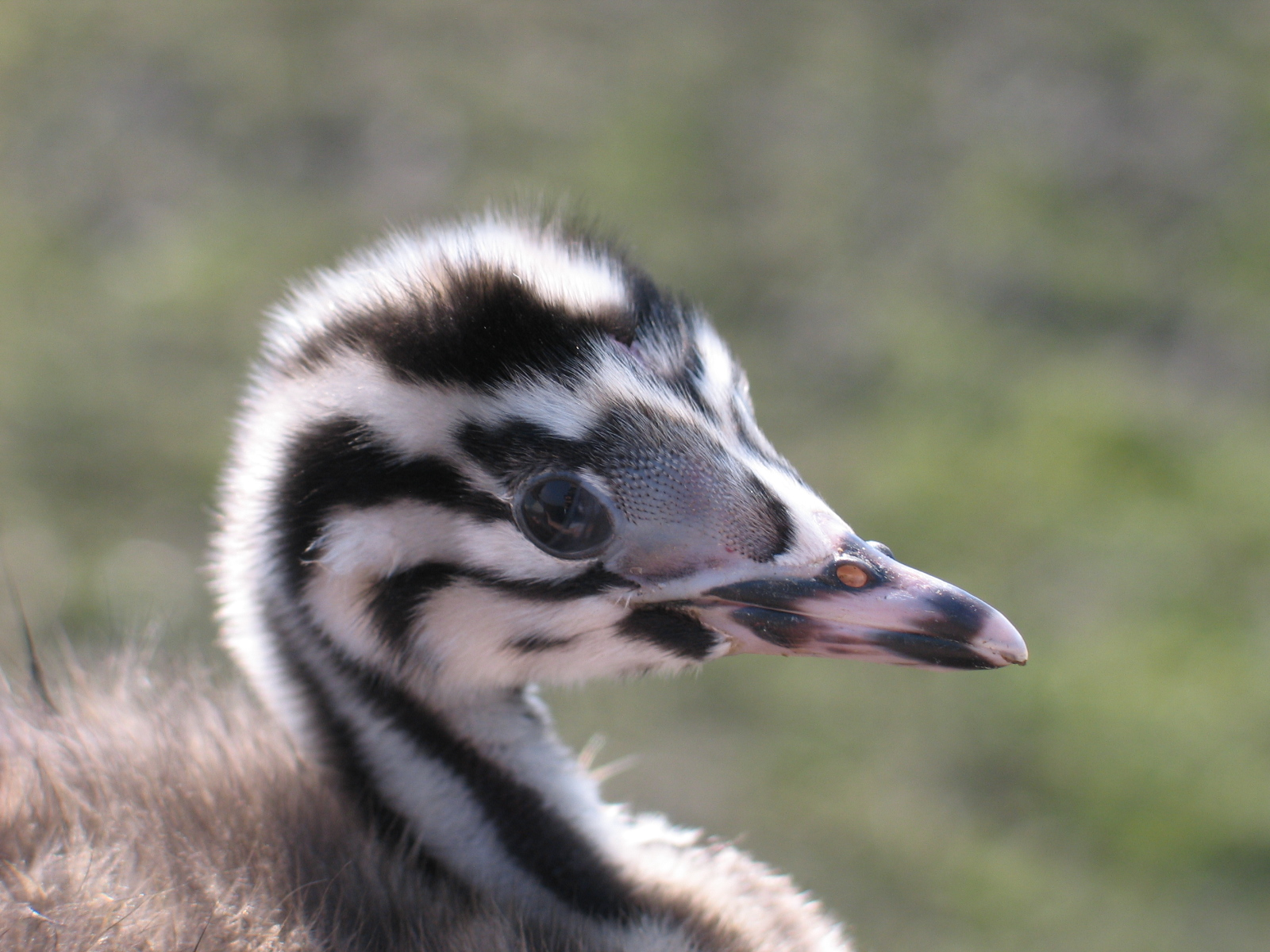
Głowa pisklęcia perkoza dwuczubego z charakterystycznymi paskami

Początkowo białe, z kredową powłoką, z czasem pod wpływem związków wydzielanych z gnijących roślin ciemnieją i stają się oliwkowobrązowe, w liczbie 3 do 6 sztuk. Wysiadywane przez oboje rodziców, jednak częściej przez samicę. Wysiadywanie trwa od 25 do 29 dni.

### Pisklęta
Zagniazdowniki, pisklęta pozostają pod opieką rodziców 10 do 11 tygodni i nawet jesienią da się słyszeć dopominania młodych o pokarm. Pomimo tego, że od razu po wykluciu potrafią pływać i nurkować, to przez pierwsze 3 tygodnie często poruszają się na grzbiecie dorosłego osobnika. Karmione są drobnymi bezkręgowcami, ślimakami, rybkami oraz piórami rodziców, dzięki czemu przyzwyczajają się do wydalania m.in. rybich łusek. Młode nie mają czubów charakterystycznych dla dorosłych osobników, głowa i szyja upierzona na biało, ciemnobrązowe pasy oraz łysinka, a na wierzchu głowy biała plama.

## Pożywienie

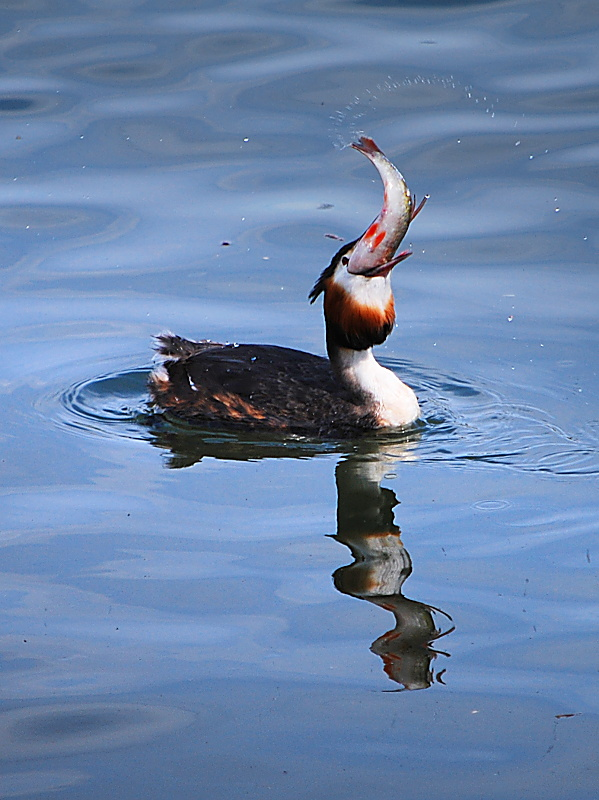
Perkoz dwuczuby pożerający schwytaną rybę

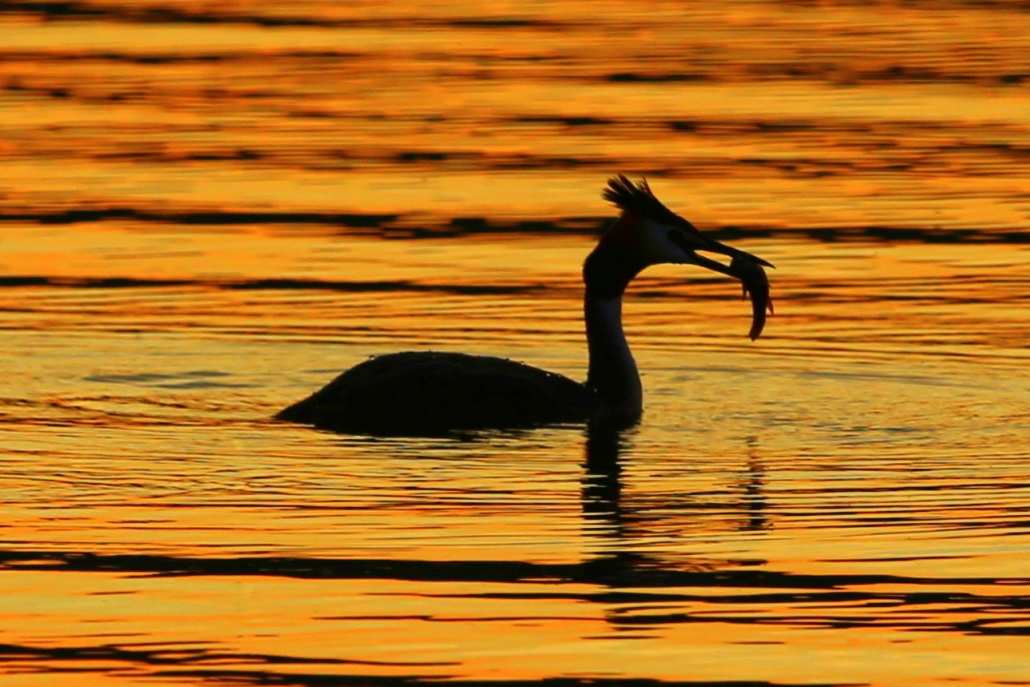
Perkoz dwuczuby ze zdobyczą

Małe ryby, owady, skorupiaki, mięczaki, kijanki i żaby uzupełnione pokarmem roślinnym. Pokarm zdobywa nurkując, nawet na głębokość 30 m. Zjada własne pióra, karmi nimi młode.

## Status i ochrona
IUCN klasyfikuje perkoza dwuczubego jako gatunek najmniejszej troski (LC, Least Concern) nieprzerwanie od 1988 roku. W 2015 roku organizacja Wetlands International szacowała liczebność światowej populacji na około 915 000 – 1 400 000 osobników. Globalny trend liczebności populacji nie jest znany.
W Polsce objęty ochroną gatunkową ścisłą. Na Czerwonej liście ptaków Polski został sklasyfikowany jako gatunek najmniejszej troski (LC). Według szacunków, w latach 2013–2018 krajowa populacja lęgowa liczyła 15–25 tysięcy par, zaś populacja zimująca co najmniej 3200–7900 osobników.